# Lineární kombinace
V matematice se pojmem lineární kombinace označuje jeden z nejzákladnějších konceptů studovaných lineární algebrou. Jedná se v jistém smyslu o zobecnění pojmu násobení a sčítání pro čísla. Pomocí pojmu lineární kombinace se definují další důležité objekty lineární algebry jako je lineární obal, lineární nezávislost a podobně.

## Definice
Uvažujme vektorový prostor {\displaystyle \scriptstyle V} nad tělesem {\displaystyle \scriptstyle T}. Dále nechť {\displaystyle \scriptstyle {\vec {x}}\in V} je nějaký vektor a {\displaystyle \scriptstyle {\vec {x}}_{1},\ldots ,{\vec {x}}_{k}} je soubor {\displaystyle \scriptstyle k} vektorů z prostoru {\displaystyle \scriptstyle V}. Pak říkáme, že vektor {\displaystyle \scriptstyle {\vec {x}}} je lineární kombinací (angl. linear combination) vektorů {\displaystyle \scriptstyle {\vec {x}}_{1},\ldots ,{\vec {x}}_{k}}, právě když existuje {\displaystyle \scriptstyle k}-tice čísel z tělesa {\displaystyle \scriptstyle \alpha _{1},\ldots ,\alpha _{k}\in T} taková, že lze vektor {\displaystyle \scriptstyle {\vec {x}}} vyjádřit ve tvaru sumy
{\displaystyle {\vec {x}}=\alpha _{1}{\vec {x}}_{1}+\ldots +\alpha _{k}{\vec {x}}_{k}=\sum _{i=1}^{k}\alpha _{i}{\vec {x}}_{i}.}
Někdy se hovoří obecně o lineární kombinaci vektorů {\displaystyle \scriptstyle {\vec {x}}_{1},\ldots ,{\vec {x}}_{k}}, aniž bychom specifikovali vektor {\displaystyle \scriptstyle {\vec {x}}} či určili konkrétní hodnoty koeficientů {\displaystyle \scriptstyle \alpha _{1},\ldots ,\alpha _{k}}. V takovém případě se zajímáme pouze o výrazy tvaru
{\displaystyle \alpha _{1}{\vec {x}}_{1}+\ldots +\alpha _{k}{\vec {x}}_{k}=\sum _{i=1}^{k}\alpha _{i}{\vec {x}}_{i}.}
Číslům {\displaystyle \scriptstyle \alpha _{i}} ze vztahů výše říkáme koeficienty lineární kombinace. Jsou-li všechny koeficienty {\displaystyle \scriptstyle \alpha _{i}} nulové, tj. {\displaystyle \scriptstyle (\forall i\in \{1,\ldots ,k\})(\alpha _{i}=0)}, je lineární kombinace označována jako triviální. Takováto lineární kombinace je bez ohledu na hodnotu vektorů {\displaystyle \scriptstyle {\vec {x}}_{1},\ldots ,{\vec {x}}_{k}} vždy rovna nulovému vektoru. Je-li alespoň jeden z koeficientů {\displaystyle \scriptstyle \alpha _{i}\neq 0}, pak říkáme, že lineární kombinace je netriviální.

## Geometrická interpretace

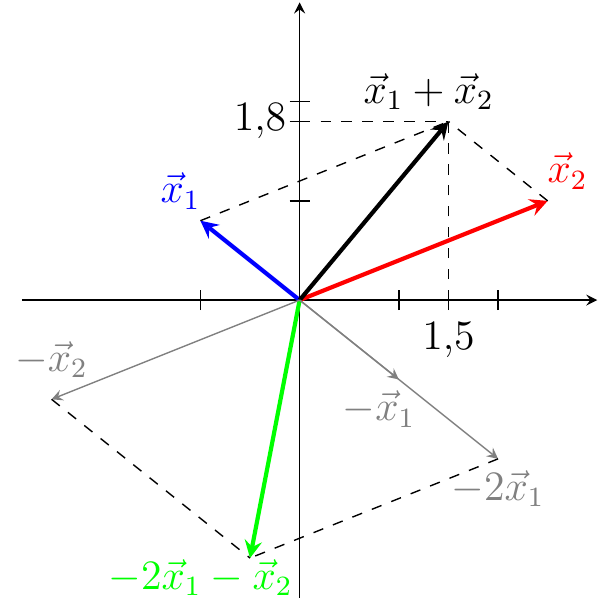
Ukázka vektorů ve dvourozměrném Euklidově prostoru. Na obrázku je černě vyobrazen součet vektoru (modrý) a vektoru (červený) a zeleně je vyznačena jejich lineární kombinace.

Lineární kombinace vektorů je patrně nejsnáze nahlédnutelná v případě Euklidova prostoru, tj. prostoru uspořádaných n-tic reálných (potažmo komplexních) čísel. Pro jednoduchost vezměme dvourozměrný prostor {\displaystyle \scriptstyle \mathbb {R} ^{2}} nad reálným tělesem. Jeho prvky jsou tedy uspořádané dvojice reálných čísel s operacemi definovanými následujícím způsobem
{\displaystyle \alpha \,{\begin{pmatrix}x_{1}\\x_{2}\end{pmatrix}}\quad +\quad {\begin{pmatrix}y_{1}\\y_{2}\end{pmatrix}}\quad =\quad {\begin{pmatrix}\alpha x_{1}+y_{1}\\\alpha x_{2}+y_{2}\end{pmatrix}}.}
Prvky tohoto prostoru si tedy lze představovat jako šipky vedoucí z počátku soustavy souřadnic. Sčítání vektorů ve smyslu vyznačeném výše totiž odpovídá skládání šipek. To lze vidět z následujícího příkladu, viz obrázek. Mějme dva vektory, které si barevně odlišíme, aby byl zřejmý jejich vztah k obrázku
{\displaystyle \color {blue}{{\vec {x}}_{1}={\begin{pmatrix}-1\\0,8\end{pmatrix}}}\color {black}{,}\quad \color {red}{{\vec {x}}_{2}={\begin{pmatrix}2,5\\1\end{pmatrix}}}\color {black}{.}}
Na obrázku je též černou šipkou vyznačena výslednice těchto dvou vektorů, chápeme-li je jako šipky. Souřadnice této nové šipky přitom vyhovují vztahům pro sčítání dvou vektorů uvedeným v obecnosti výše, když položíme {\displaystyle \scriptstyle \alpha =1}. Sice
{\displaystyle \color {blue}{\begin{pmatrix}-1\\0,8\end{pmatrix}}\color {black}{+}\color {red}{\begin{pmatrix}2,5\\1\end{pmatrix}}\color {black}{={\begin{pmatrix}1,5\\1,8\end{pmatrix}}}.}
Více o vztahu šipek v rovině a dvojic čísel se lze dozvědět v oddíle Fyzikální vektory článku Vektorový prostor. Nyní, když vidíme vztah dvojic reálných čísel coby vektorů a šipek, ukažme si jednoduchou lineární kombinaci. Konkrétně zvolme {\displaystyle \scriptstyle \alpha _{1}=-2} a {\displaystyle \scriptstyle \alpha _{2}=-1}, viz Definice. Máme tedy vektor {\displaystyle \scriptstyle -2{\vec {x}}_{1}-{\vec {x}}_{2}}, jehož hodnota je
{\displaystyle -2\color {blue}{\begin{pmatrix}-1\\0,8\end{pmatrix}}\color {black}{-}\color {red}{\begin{pmatrix}2,5\\1\end{pmatrix}}\color {black}{=}\color {green}{\begin{pmatrix}-0,5\\-2,6\end{pmatrix}}\color {black}{.}}
Na obrázku je tento vektor vynesen zelenou barvou a jsou zde pro názornost šedě vyneseny i vektory {\displaystyle \scriptstyle -2{\vec {x}}_{1}} a {\displaystyle \scriptstyle -{\vec {x}}_{2}}, jejichž sečtením zelený vektor vzniká.
Můžeme si též představit jednoduchou fyzikální situaci, kdy na těleso působí v jednom bodě několik sil různých velikostí a směrů. Jejich součet, výslednice sil, udává výsledný efekt působení všech sil dohromady. Výslednice uvedených sil je tedy jejich jednoduchá lineární kombinace, kdy jsou všechny koeficienty rovny jedničce. Když bychom uvažovali dvě síly, jejichž vektory by byly {\displaystyle \scriptstyle {\vec {x}}_{1}} a {\displaystyle \scriptstyle {\vec {x}}_{2}} z předchozího příkladu, tak výslednice sil bude odpovídat černé šipce na obrázku.

## Příklady

### Příklad 1 — Aritmetické vektory
V předchozí sekci jsme si ukázali, jak lze n-tice čísel graficky zobrazovat, explicitně jsme si to ukázali pro n=2. Nyní se podívejme na uspořádané trojice čísel. Mějme zadaný vektor {\displaystyle \scriptstyle {\vec {x}}} a množinu dvou vektorů {\displaystyle \scriptstyle \{{\vec {x}}_{1},{\vec {x}}_{2}\}}, jejichž explicitní tvar je
{\displaystyle {\vec {x}}={\begin{pmatrix}1\\-1\\2\end{pmatrix}},\quad {\vec {x}}_{1}={\begin{pmatrix}2\\0\\1\end{pmatrix}},\quad {\vec {x}}_{2}={\begin{pmatrix}3\\1\\1\end{pmatrix}}.}
Ptáme se, zda lze vektor {\displaystyle \scriptstyle {\vec {x}}} vyjádřit jako lineární kombinaci vektorů {\displaystyle \scriptstyle {\vec {x}}_{1}} a {\displaystyle \scriptstyle {\vec {x}}_{2}}. Lineární kombinace těchto vektorů s obecnými koeficienty {\displaystyle \scriptstyle \alpha _{1}} a {\displaystyle \scriptstyle \alpha _{2}} vypadá následovně
{\displaystyle \alpha _{1}{\vec {x}}_{1}+\alpha _{2}{\vec {x}}_{2}=\alpha _{1}{\begin{pmatrix}2\\0\\1\end{pmatrix}}+\alpha _{2}{\begin{pmatrix}3\\1\\1\end{pmatrix}}={\begin{pmatrix}2\alpha _{1}+3\alpha _{2}\\\alpha _{2}\\\alpha _{1}+\alpha _{2}\end{pmatrix}},}
kde jsme využili toho, jak je definován součet dvou vektorů a jejich číselný násobek. Aby byla daná lineární kombinace rovná pro nějaké hodnoty koeficientů vektoru {\displaystyle \scriptstyle {\vec {x}}}, tak musí platit
{\displaystyle {\begin{pmatrix}2\alpha _{1}+3\alpha _{2}\\\alpha _{2}\\\alpha _{1}+\alpha _{2}\end{pmatrix}}={\begin{pmatrix}1\\-1\\2\end{pmatrix}},}
odkud je ihned patrné, že {\displaystyle \scriptstyle \alpha _{2}=-1}. Když tento vztah dosadíme do prvního řádku výše uvedené rovnosti, tak máme {\displaystyle \scriptstyle \alpha _{1}=2}, když ho dosadíme do třetího řádku, tak {\displaystyle \scriptstyle \alpha _{1}=3}, což není v souladu s rovností v prvním řádku. Zjistili jsme tak, že vektor {\displaystyle \scriptstyle {\vec {x}}} nelze vyjádřit jako lineární kombinaci vektorů {\displaystyle \scriptstyle {\vec {x}}_{1}} a {\displaystyle \scriptstyle {\vec {x}}_{2}}. Pokud ale vektor {\displaystyle \scriptstyle {\vec {x}}_{2}} nahradíme vektorem
{\displaystyle {\vec {x}}_{3}={\begin{pmatrix}5\\1\\1\end{pmatrix}},}
dostaneme rovnost
{\displaystyle {\begin{pmatrix}2\alpha _{1}+5\alpha _{2}\\\alpha _{2}\\\alpha _{1}+\alpha _{2}\end{pmatrix}}={\begin{pmatrix}1\\-1\\2\end{pmatrix}},}
jejímž řešením je {\displaystyle \scriptstyle \alpha _{1}=3} a {\displaystyle \scriptstyle \alpha _{2}=-1}. Dokázali jsme tak rovnost
{\displaystyle {\vec {x}}=3{\vec {x}}_{1}-{\vec {x}}_{3}.}

### Příklad 2 — Spojité funkce
V oddíle Geometrická interpretace a v předchozím příkladě jsme viděli vytváření lineárních kombinací aritmetických vektorů. Množiny tohoto druhu vektorů, n-tic čísel, jsou patrně nejčastějšími příklady vektorových prostorů. Vektorové prostory jsou ale mnohem rozmanitější, můžeme například uvažovat vektorový prostor všech spojitých funkcí reálné proměnné.
Mějme například funkci
{\displaystyle f(x)=(3x+2)^{2}.}
Předpis této funkce lze zřejmě rozepsat jako {\displaystyle \scriptstyle 9x^{2}+12x+4}. Tuto funkci tak můžeme chápat jako lineární kombinaci funkcí {\displaystyle \scriptstyle g_{1}(x)=x^{2},g_{2}(x)=x,g_{3}(x)=1} s koeficienty {\displaystyle \scriptstyle \alpha _{1}=9,\alpha _{2}=12,\alpha _{3}=4}. Tutéž funkci ale můžeme současně chápat i jako lineární kombinaci funkcí {\displaystyle \scriptstyle h_{1}(x)=x^{2},h_{2}(x)=3x+1} s koeficienty {\displaystyle \scriptstyle \alpha _{1}=9,\alpha _{2}=4}, nebo dokonce jako lineární kombinaci funkcí
{\displaystyle G_{1}(x,y)=(x+y)^{2}+{\frac {4}{9}}\sin ^{2}(x),\quad G_{2}(x,y)=\cos ^{2}(x),\quad G_{3}(x,y)=6x(2-3y)-9y^{2}}
pokud funkce reálné proměnné chápeme jako funkce dvou reálných proměnných, v nichž se druhá proměnná nevyskytuje. Pro posledně jmenované funkce pak dostáváme koeficienty lineární kombinace {\displaystyle \scriptstyle \alpha _{1}=9,\alpha _{2}=4,\alpha _{3}=1}, neboť po zpětném dosazení dostáváme rovnost
{\displaystyle \alpha _{1}G_{1}(x,y)+\alpha _{2}G_{2}(x,y)+\alpha _{3}G_{3}(x,y)=9\left((x+y)^{2}+{\frac {4}{9}}\sin ^{2}(x)\right)+4{\Big (}\cos ^{2}(x){\Big )}+1{\Big (}6x(2-3y)-9y^{2}{\Big )}=9x^{2}+18xy+9y^{2}+4\sin ^{2}(x)+4\cos ^{2}(x)+12x-18xy-9y^{2}=9x^{2}+4+12x=(3x+2)^{2}=f(x),}
kde jsme využili známého vzorce {\displaystyle \scriptstyle \sin ^{2}(x)+\cos ^{2}(x)=1}. Vidíme tedy, že rozklad vektoru do lineární kombinace není jednoznačný, pokud nespecifikujeme, jaké vektory se mají v lineární kombinaci vyskytovat.

### Příklad 3 — Polynomy
Speciálními případy spojitých funkcí jsou polynomy. Polynomem je například i funkce {\displaystyle \scriptstyle f} z předchozího příkladu. Viděli jsme, že lze tuto funkci vyjádřit jako lineární kombinaci mnoha jiných funkcí. Ptejme se nyní, zda lze tuto funkci napsat jako lineární kombinaci následujících tří polynomů a pokud ano, pokusme se nalézt dané koeficienty:
{\displaystyle p_{1}(x)=x^{2}-1,\quad p_{2}(x)=x^{2}+x+1,\quad p_{3}(x)=x^{2}-{\frac {7}{2}}x.}
Začněme svůj postup tím, že si napíšeme obecný tvar lineární kombinace, do které dosadíme naše polynomy {\displaystyle \scriptstyle p_{1},p_{2},p_{3}}:
{\displaystyle \alpha _{1}p_{1}(x)+\alpha _{2}p_{2}(x)+\alpha _{3}p_{3}(x)=\alpha _{1}(x^{2}-1)+\alpha _{2}(x^{2}+x+1)+\alpha _{3}(x^{2}-{\frac {7}{2}}x)=(\alpha _{1}+\alpha _{2}+\alpha _{3})x^{2}+(\alpha _{2}-{\frac {7}{2}}\alpha _{3})x+(-\alpha _{1}+\alpha _{2}).}
Právě jsme si koeficienty shlukli ke stejným mocninám proměnné {\displaystyle \scriptstyle x}. Chtěli bychom vědět, zda výraz výše může být pro nějaké hodnoty koeficientů roven výrazu
{\displaystyle f(x)=(3x+2)^{2}=9x^{2}+12x+4.}
Máme tedy rovnost dvou funkcí závislých na proměnné {\displaystyle \scriptstyle x}:
{\displaystyle 9x^{2}+12x+4=(\alpha _{1}+\alpha _{2}+\alpha _{3})x^{2}+(\alpha _{2}-{\frac {7}{2}}\alpha _{3})x+(-\alpha _{1}+\alpha _{2}).}
Protože se mají rovnat dvě funkce závislé na proměnné {\displaystyle \scriptstyle x}, musí být rovnost splněna pro všechny hodnoty proměnné a tedy musejí čísla před každou mocninou proměnné být v obou výrazech rovna. Dostáváme tak soustavu rovnic
{\displaystyle {\begin{aligned}\alpha _{1}+\alpha _{2}+\alpha _{3}&=&9\\\quad \quad \alpha _{2}-{\frac {7}{2}}\alpha _{3}&=&12\\-\alpha _{1}+\alpha _{2}\quad \quad &=&4\end{aligned}}}
Vyjádřeme si z poslední rovnice {\displaystyle \scriptstyle \alpha _{2}=4+\alpha _{1}} a dosaďme do zbylých dvou. Dostaneme tak
{\displaystyle {\begin{aligned}2\alpha _{1}+\alpha _{3}&=&5\\\quad \quad \alpha _{1}-{\frac {7}{2}}\alpha _{3}&=&8\end{aligned}}}
Opět si z druhé rovnice vyjádřeme {\displaystyle \scriptstyle \alpha _{1}={\frac {7}{2}}\alpha _{3}+8} a dosaďme do první rovnice. Ta se následně redukuje do tvaru
{\displaystyle \alpha _{3}=-{\frac {11}{8}}.}
Po zpětném podosazování tedy dostáváme
{\displaystyle \alpha _{1}={\frac {51}{16}},\quad \alpha _{2}={\frac {115}{16}},\quad \alpha _{3}=-{\frac {11}{8}}.}
Výsledek nikterak pohledný, leč správný. Pro funkci {\displaystyle \scriptstyle f} jsme tak nalezli koeficienty jejího rozkladu do polynomů {\displaystyle \scriptstyle p_{1},p_{2},p_{3}}.

### Příklad 4 — Soustavy lineárních rovnic
V předchozím příkladu jsme narazili na soustavu lineárních rovnic. Podívejme se nyní na soustavy takovýchto rovnic z trochu jiného úhlu. Uvažujme nyní konkrétně následující soustavu
{\displaystyle {\begin{aligned}3x-2y+2z&=&8\\-x+\ y+2z&=&-1\\x\quad \quad \ +6z&=&6\\\ 2y-\ z&=&0\\\end{aligned}}}
Tuto soustavu lze přepsat do kompaktnějšího tvaru tím, že se přeneseme do vektorového prostoru {\displaystyle \scriptstyle \mathbb {R} ^{4}} a zavedeme vektory
{\displaystyle {\vec {a}}_{1}={\begin{pmatrix}3\\-1\\1\\0\end{pmatrix}},\quad {\vec {a}}_{2}={\begin{pmatrix}-2\\1\\0\\2\end{pmatrix}},\quad {\vec {a}}_{3}={\begin{pmatrix}2\\2\\6\\-1\end{pmatrix}},\quad {\vec {b}}={\begin{pmatrix}8\\-1\\6\\0\end{pmatrix}}.}
Není těžké vidět, že lze pak výše uvedenou soustavu zapsat jako rovnost, kde na levé straně vystupuje lineární kombinace vektorů {\displaystyle \scriptstyle {\vec {a}}_{1},{\vec {a}}_{1},{\vec {a}}_{3}}:
{\displaystyle x{\vec {a}}_{1}+y{\vec {a}}_{2}+z{\vec {a}}_{3}={\vec {b}}.}
Nyní tedy v roli koeficientů lineární kombinace vystupují proměnné {\displaystyle \scriptstyle x,y,z}, jejichž hodnoty chceme nalézt. Úlohu najít řešení soustavy lineárních rovnic jsme tak převedli na úlohu, kdy máme tři zadané vektory {\displaystyle \scriptstyle {\vec {a}}_{1},{\vec {a}}_{1},{\vec {a}}_{3}} a chceme najít takové jejich lineární kombinace, které budou rovny čtvrtému zadanému vektoru, vektoru {\displaystyle \scriptstyle {\vec {b}}}. V našem případě jsou navíc vektory {\displaystyle \scriptstyle {\vec {a}}_{1},{\vec {a}}_{1},{\vec {a}}_{3}} lineárně nezávislé. Můžeme se na ně tedy dívat jako na bázi jistého trojrozměrného podprostoru v {\displaystyle \scriptstyle \mathbb {R} ^{4}}. Na naši úlohu lze poté nahlížet i tak, že hledáme souřadnice vektoru {\displaystyle \scriptstyle {\vec {b}}} v bázi tvořené právě vektory {\displaystyle \scriptstyle {\vec {a}}_{1},{\vec {a}}_{1},{\vec {a}}_{3}}. Pokud {\displaystyle \scriptstyle {\vec {b}}} neleží v jimi generovaném podprostoru, tak výše uvedená soustava rovnic nemá řešení, to ale není náš případ.
Pro úplnost, výše uvedenou vektorovou rovnici můžeme dále převézt na ještě kompaktnější tvar, naskládáme-li vektory {\displaystyle \scriptstyle {\vec {a}}_{1},{\vec {a}}_{1},{\vec {a}}_{3}} do matice. Označme si tuto matici {\displaystyle \scriptstyle A}. Navíc si ještě definujme vektor {\displaystyle \scriptstyle {\vec {x}}} jako sloupeček neznámých proměnných, pak
{\displaystyle A={\begin{pmatrix}{\vec {a}}_{1}\quad {\vec {a}}_{1}\quad {\vec {a}}_{3}\end{pmatrix}}={\begin{pmatrix}3&-2&2\\-1&1&2\\1&0&6\\0&2&-1\end{pmatrix}},\quad {\vec {x}}={\begin{pmatrix}x\\y\\z\end{pmatrix}}.}
S takto zavedenou maticí můžeme výše uvedenou soustavu rovnic vyjádřit ve tvaru
{\displaystyle A{\vec {x}}={\vec {b}},}
kde se uplatňuje násobení matice {\displaystyle \scriptstyle A} a vektoru {\displaystyle \scriptstyle {\vec {x}}}.

## Speciální případy lineární kombinace
Někdy je lineární kombinace pojem moc obecný a zavádějí se zajímavé podpřípady, konkrétně afinní a konvexní kombinace. Afinní kombinace se uplatňují při popisu lineárních variet, konvexní kombinace při popisu konvexních podmnožin vektorových prostorů.

### Afinní kombinace
Nechť {\displaystyle \scriptstyle V} je vektorový prostor nad tělesem {\displaystyle \scriptstyle T}, {\displaystyle \scriptstyle \{{\vec {x}}_{1},\ldots ,{\vec {x}}_{k}\}} množina {\displaystyle \scriptstyle k} vektorů z {\displaystyle \scriptstyle V} a {\displaystyle \scriptstyle (\alpha _{1},\ldots ,\alpha _{k})} {\displaystyle \scriptstyle k}-tice čísel z tělesa. Pak lineární kombinaci {\displaystyle \scriptstyle \sum _{i=1}^{k}\alpha _{i}{\vec {x}}_{i}} nazýváme afinní kombinace, právě když je součet jejích koeficientů roven jedné, neboli
{\displaystyle \sum _{i=1}^{k}\alpha _{i}=1.}
Podobně jako pro klasické lineární kombinace se i pro afinní kombinace definuje afinní obal.

### Konvexní kombinace
Nechť {\displaystyle \scriptstyle V} je vektorový prostor nad tělesem {\displaystyle \scriptstyle T}, {\displaystyle \scriptstyle \{{\vec {x}}_{1},\ldots ,{\vec {x}}_{k}\}} množina {\displaystyle \scriptstyle k} vektorů z {\displaystyle \scriptstyle V} a {\displaystyle \scriptstyle (\alpha _{1},\ldots ,\alpha _{k})} {\displaystyle \scriptstyle k}-tice čísel z tělesa. Pak lineární kombinaci {\displaystyle \scriptstyle \sum _{i=1}^{k}\alpha _{i}{\vec {x}}_{i}} nazýváme konvexní kombinace, právě když je součet jejích koeficientů roven jedné a přitom jsou všechny koeficienty nezáporné, neboli
{\displaystyle \sum _{i=1}^{k}\alpha _{i}=1\quad \wedge \quad (\forall i\in \{1,\ldots ,k\})(\alpha _{i}\geq 0).}
Podobně jako pro lineární a afinní kombinace se i pro konvexní kombinace definuje konvexní obal.